# Harquency
Harquency is een gemeente in het Franse departement Eure (regio Normandië) en telt 267 inwoners (2005). De plaats maakt deel uit van het arrondissement Les Andelys.

## Geografie
De oppervlakte van Harquency bedraagt 14,1 km², de bevolkingsdichtheid is 18,9 inwoners per km².

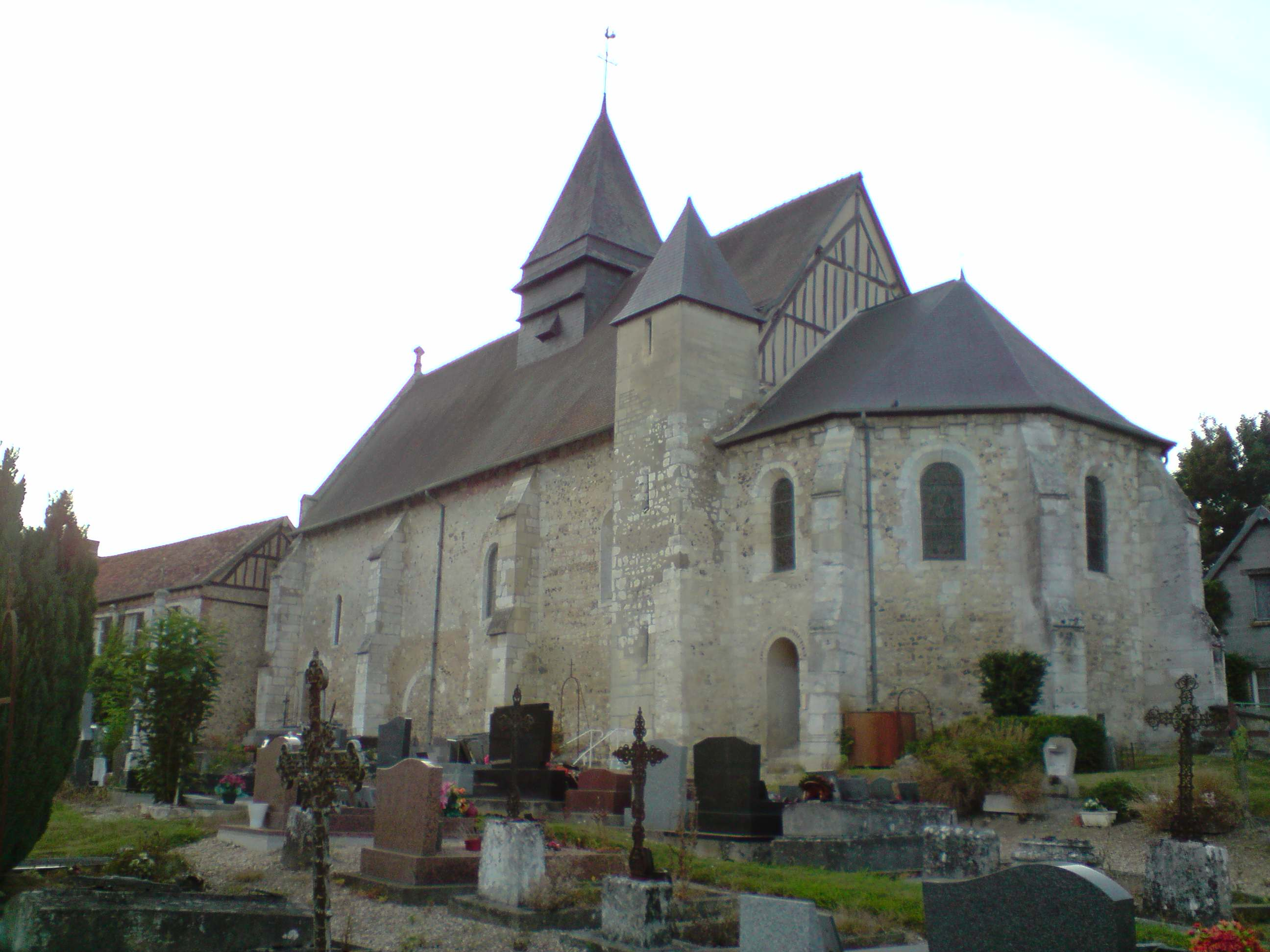

De onderstaande kaart toont de ligging van Harquency met de belangrijkste infrastructuur en aangrenzende gemeenten.

## Demografie
Onderstaande figuur toont het verloop van het inwonertal (bron: INSEE-tellingen).